# Peppingen
Peppingen (luxemburgisch Peppengⓘ; französisch Peppange) ist eine Ortschaft in der Gemeinde Roeser im Kanton Esch an der Alzette des Großherzogtums Luxemburg.

## Geschichte
1974 wurden auf dem Keitzenberg bei Peppingen Siedlungsspuren aus der späten Bronzezeit (11. Jahrhundert v. Chr.) gefunden.
Bei Peppingen sind auch Überreste eines gallo-römischen Gebäudes mit Praefurnium erhalten, das im Jahr 275 oder 276 zerstört wurde.
2003–2005 wurden im Genoeserbusch Überreste einer Schmelzanlage aus dem 13./14. Jahrhundert freigelegt.

## Sehenswertes
- Freilichtmuseum Peppingen
- Benediktinerinnenkloster Peppingen